# Weseke
Weseke is een plaats in de Duitse deelstaat Noordrijn-Westfalen, gelegen in de gemeente Borken. De plaats telt circa 5000 inwoners.

## Ligging
Weseke ligt nabij de Nederlandse grens, ter hoogte van Winterswijk. Het ligt in het westelijk deel van Münsterland, in een voornamelijk agrarische omgeving. Weseke vormde tot 1 juli 1969 een afzonderlijke gemeente en ging op die datum over naar de gemeente Borken.

## Geschiedenis
In de nabijheid is een nederzetting uit de jongste Steentijd gevonden.
De plaatsnaam wordt voor het eerst rond 960 in een bezitsomschrijving van het klooster Werden genoemd als Uuosiki of Wuosiki. De hofboerderij in Weseke was in 1188 in het bezit van de graven Van Dale en in 1303 kwam deze aan de heren Van Gemen. Naar deze hof noemde zich een familie Von Weseke, die van 1184 tot 1400 met verschillende familieleden voorkomt in akten.
Al sinds de 12e eeuw is er hier sprake van een kerkje (capella). Op het eind van de 14e eeuw werd in 1395 een eigen parochiekerk gesticht, die in 1892 door het huidige neogotische kerkgebouw werd vervangen. De kerk is gewijd aan Liudger. De bevolking bleef overwegend rooms-katholiek. De kerk staat in het midden van Weseke en daaromheen is de bebouwing ringvormig.
In 1902 werd aan de oostkant van het dorp een stationsgebouw neergezet voor de Westfälische Landes-Eisenbahn en het gebouw bestaat nog aan deze in 1975 opgeheven spoorlijn Borken - Burgsteinfurt.
Op het eind van de Tweede Wereldoorlog kwam de plaats onder vuur te liggen van oprukkende Britse troepen. Op 22 maart 1945 vond voorafgaand een luchtbombardement plaats en op 28 en 29 maart werd er in Weseke gevochten tussen Duitse- en Britse troepen van de 7e Pantserdivisie en infanterie van de Durham Light Infanterie. Mede daardoor zijn er maar weinig historische gebouwen bewaard gebleven.
Sinds 2014 heeft Weseke een eigen molen , de Weseker standerdmolen, een molen uit 1848,
Borkenwirthe/Burlo · Gemen · Grütlohn · Gemenwirthe · Gemenkrückling · Hoxfeld · Hovesath · Marbeck · Rhedebrügge · Weseke · Westenborken